# Sima Lozanić
Sima Lozanić (srbsko Сима Лозанић), srbski kemik, pedagog, politik, diplomat in akademik, * 24. februar 1847, Beograd, † 7. julij 1935, Beograd.
Lozanić je bil prvi rektor Univerze v Beogradu (1905/06), član Srbske kraljeve akademije (1888 in 1890), predsednik Srbske kraljeve akademije (1899-1900 in 1903-1906), minister za gospodarstvo Kraljevine Srbije (1894, 1894-1895, 1897-1899), minister za zunanje zadeve Kraljevine Srbije (1894, 1902-1903) in veleposlanik v Londonu ter Washingtonu.
1. 1 2  The Fine Art Archive